# Prime Time (film 2021)
Prime Time è un film del 2021 diretto da Jakub Piątek, al suo debutto come regista.

## Trama
Il 31 dicembre 1999 un ragazzo di nome Sebastian si rinchiude in uno studio televisivo prendendo in ostaggio due persone. Ha una pistola con sé ed un messaggio importante per il mondo.

## Distribuzione
Il film è stato distribuito sulla piattaforma Netflix a partire dal 14 aprile 2021.